# حساب تنسوری
در ریاضیات، حساب تنسوری (به انگلیسی: Tensor Calculus) یا آنالیز تنسوری یا حساب ریچی (به انگلیسی: Ricci Calculus) تعمیم حساب برداری به حساب میدان‌های تنسوری (تنسورهایی که روی یک منیفلد مثل فضا-زمان تعریف می‌شوند). 
حساب تنسوری ابتدا توسط گرگریو ریچی-کورباسترو و دانشجویش به‌نام تولیو لوی-چیویتا، تکوین یافت و توسط آلبرت اینشتین برای تکوین نظریه نسبیت عام مورد استفاده قرار گرفت. برعکس حساب بی‌نهایت‌کوچک‌ها، حساب تنسوری امکان نمایش معادلات فیزیکی به فرمی مستقل از انتخاب مختصات روی منیفلد را می‌دهد.